# فیسکر کارما

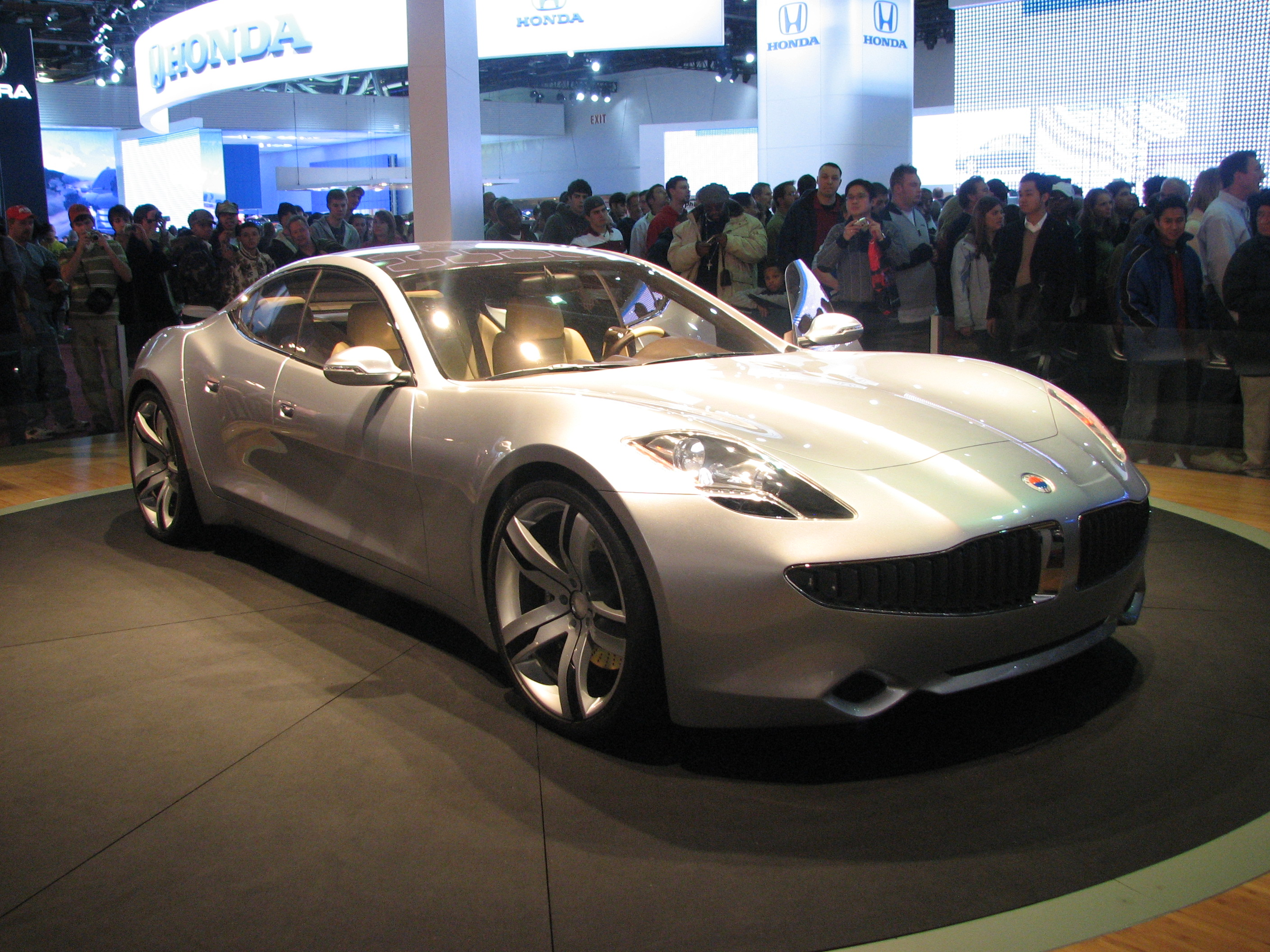

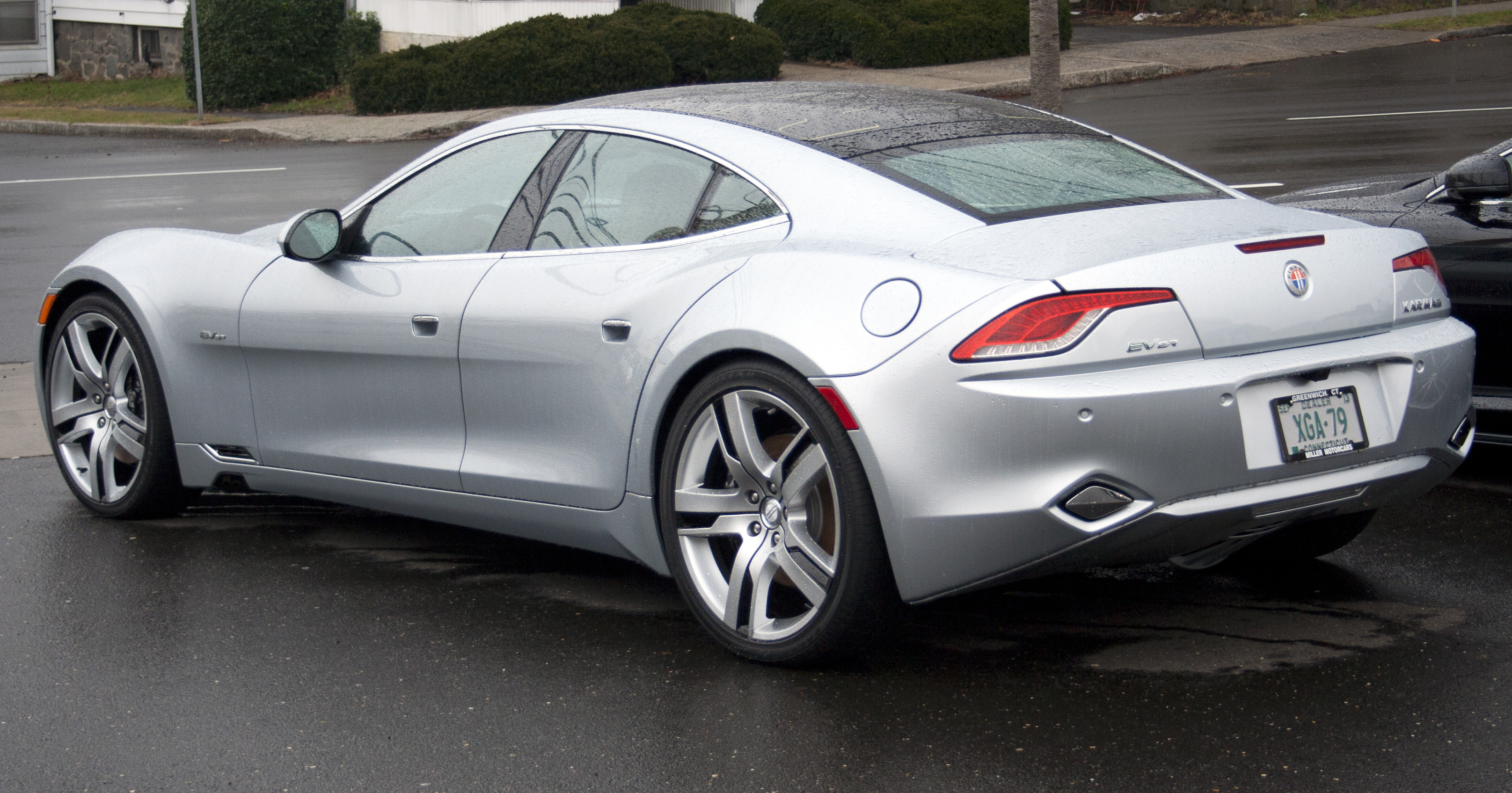

فیسکر کارما (به انگلیسی: Fisker Karma) نام یک خودروی ساخت کمپانی فیسکر آتوموتیو است.
این خودرو در داخل آمریکا در سال ۲۰۱۱ به قیمت ۸۰۰۰۰ دلار به فروش رسید.